# Condado de Hastings

O Condado de Hastings é uma subdivisão administrativa da província canadense de Ontário. Sua capital é Belleville.